# Kenyan Drake
Pour les articles homonymes, voir Drake.
(en) Statistiques sur pro-football-reference
Kenyan Drake, né le 26 janvier 1994 à Powder Springs, est un joueur américain de football américain. Il joue running back en National Football League (NFL).